# 蕭瑀
蕭 瑀（しょう う）は、後梁の皇族で、隋から唐にかけての政治家。字は時文。唐の凌煙閣二十四功臣の一人に挙げられる。

## 生涯
後梁の明帝の八男として生まれた。母は張皇后。天保22年（583年）、兄の靖帝より新安郡王に封じられた。隋によって後梁が廃され、同母姉の蕭氏が隋の晋王楊広（後の煬帝）の妃となると、蕭瑀も同行して長安に入った。蕭瑀は仏法を好み、文章を得意とした。劉孝標の『弁命論』について、「先王の教えを傷つけ性命の理を迷わせるもの」として攻撃し、『非弁命論』を著して説き、儒者の柳䛒・諸葛潁らを感嘆させた。
楊広が皇太子となると、蕭瑀は太子右千牛に任じられた。楊広が即位すると蕭妃が皇后となり、蕭瑀は外戚として重用された。尚衣奉御となり、左翊衛鷹揚郎将を検校した。風疾に罹って、一時は命も危ぶまれる重体に陥ったが、回復して官職に復帰し、内史侍郎に任じられた。しかし煬帝の意にそぐわない進言を行ったため、遠ざけられるようになった。煬帝が雁門で突厥の始畢可汗に包囲される（雁門事変）と、蕭瑀は「北方民族の風俗では、可敦が軍事の発言権を持っています。義成公主は帝の娘で可賀敦に当たります。使者を立てて彼女を促せば、戦わずに包囲が解けましょう。また陛下は突厥を平定した後も、遼東の問題を片付けなくてはなりません。このことからも下手に戦はできません。願わくは詔を出されて高句麗を赦し、高句麗に突厥を討たせるのがよろしいでしょう」と進言した。煬帝は蕭瑀の策を容れたため、義成公主の説得を受けた突厥は包囲を解いて去った。しかし煬帝の高句麗征討の意志は固く、「突厥に何ができたものか。蕭瑀は包囲されている状況に乗じて朕を恐がらせたのだ」と言って、蕭瑀は河池郡太守に左遷された。
任地で蕭瑀は勇士を募って山賊を討伐し、降伏させた。また薛挙を攻撃して敗走させた。
長安に入った李淵が恭帝侑を擁立すると招かれて、光禄大夫の位を授けられ、宋国公に封じられ、戸部尚書に任じられた。秦王李世民（後の太宗）が右元帥として王世充の拠る洛陽を攻めると、蕭瑀はその下で元帥府司馬を務めた。武徳元年（618年）に唐が建てられると内史令に転じ、高祖（李淵）の側近にあって内外の政務の裁決に関わり、「蕭郎」と呼ばれた。蕭瑀は高祖の過ちについても憚ることなく発言し、信頼された。李世民が雍州牧となると、蕭瑀は雍州都督となった。武徳4年（621年）に王世充を降伏させると、尚書右僕射に進んだ。武徳9年（626年）、左僕射に転じた。
貞観元年（627年）、特進・太子少師となり、再び尚書左僕射となり、実封600戸を受けた。皇族の封建を支持した蕭瑀は太宗の前で陳叔達と論争して免職された。1年あまり後、晋州都督として起用された。太常卿・御史大夫となり、朝政に参与した。蕭瑀は議論が達者であったが、狭量なところも目立ち、不平不満を鳴らすことが多かった。そのため房玄齢・魏徴・温彦博らから議論を排斥されることも多かった。房玄齢らの小さな過失を咎めてかえって失点となり、朝政の権を剥奪され、太子少傅とされた。貞観6年（632年）、特進の位を加えられ、太常卿を代行した。
貞観8年（634年）、河南道巡省大使として出された。貞観9年（635年）、再び朝政に参与した。
貞観17年（643年）、晋王李治（後の高宗）が皇太子となると、蕭瑀は太子太保・同中書門下三品に任じられた。太宗が高句麗遠征に出立すると、蕭瑀は洛陽宮の留守を守った。また、蕭瑀は出家して沙門になりたいとたびたび言っていたが、太宗が出家を許すと、足の病のため謁に入れないと言い出した。怒り呆れた太宗から爵位を剥奪され、商州刺史に左遷された。
貞観21年（647年）、金紫光禄大夫の位を加えられ、宋国公の封を回復した。貞観22年（648年）、太宗の玉華宮への行幸に従い、病のため同地で世を去ると、司空・荊州都督の位を追贈され、昭陵に陪葬された。太常の官は諡を粛と定めたが、太宗は蕭瑀の性格に似合わないとして、貞褊と改諡させた。
長男の蕭鋭は襄城公主を妻として、太常少卿となった。

## 伝記資料
- 『旧唐書』巻63 列伝第13「蕭瑀伝」
- 『新唐書』巻101 列伝第26「蕭瑀伝」